# داني كاليف
داني كاليف (بالإنجليزية: Danny Califf)، من مواليد 17 مارس 1980، لاعب كرة قدم أمريكي.
يلعب مع نادي ميديلاند الدنماركي.
بدأ باللعب مع منتخب الولايات المتحدة لكرة القدم في عام 2002.

## روابط خارجية
- داني كاليف على موقع الاتحاد الدولي (مؤرشف)  (الإنجليزية)
- داني كاليف على موقع الدوري الأمريكي (الإنجليزية)
- داني كاليف على موقع قاعدة بيانات كرة القدم.إي يو (الإنجليزية)
- داني كاليف على موقع ناشيونال فوتبول تيمز (الإنجليزية)
- داني كاليف على موقع Soccerway.com (الإنجليزية)
- داني كاليف على موقع عالم كرة القدم.نت (الإنجليزية)
- داني كاليف على موقع كووورة
- داني كاليف على موقع أوليمبيديا (الإنجليزية)